# Kumarbi
Kumarbi és el déu del cel dels hurrites, tot i que és conegut sobretot pels textos hitites, pels quals sembla que també va ser venerat però fusionat amb una figura procedent de l'An mesopotàmic, també una divinitat celestial.
Kumarbi era el coper d'Anu, qui al seu torn havia servit de coper i posteriorment havia derrocat al pare de Kumarbi, Alalu. Per això Kumarbi va decidir venjar-lo i accedir ell mateix al tron del cel, en un mite de successions molt similar al que narra Hesíode a la seva Teogonia. Per aconseguir els seus propòsits, el déu ataca Anu i li mossega els genitals. De l'esperma que s'empassa naixeran diverses deïtats més, entre elles Tessub, qui en créixer destronaria Kumarbi per seguir el cicle de successions de generacions divines.
Kumarbi és déu del cel durant nou anys. En perdre el poder, però, no mor i intenta recuperar-lo. Manté relacions sexuals amb una roca, de la qual neix un nen amb la seva força i que creix de manera miraculosa fins a esdevenir un gegant. Llavors ataca Tessub seguint les instruccions del seu progenitor. Tessub està desesperat i demana ajuda a la dea de la saviesa Ea, la qual li aconsella tallar un dels nexes entre cel i terra de manera que la roca quedi afeblida per poder destruir-la. Kumarbi, ple de ràbia, es retira.